# Karl-Heinz Rummenigge
Karl-Heinz Rummenigge, född 25 september 1955 i Lippstadt, Västtyskland, är en före detta västtysk fotbollsspelare (anfallare). Han är bror till Michael Rummenigge.
Karl-Heinz Rummenigge började sin karriär i storlaget FC Bayern München och var med och vann Mästarcupen 1976. Samma år debuterade han i det västtyska landslaget och kom under de kommande åren att bli det lagets stora stjärna. Rummenigge spelade sin första VM-turnering 1978, men det var EM-guldet 1980 som var den första stora framgången i mästerskapssammanhang. Rummenigge blev samma år vinnare av Ballon d'Or, det prestigefyllda priset till Europas bästa fotbollsspelare.
Vid VM-slutspelet i Spanien 1982 hade Rummenigge problem med skador men gjorde fem mål och Mexiko-VM fyra år senare slutade med förlust i finalen. Med sitt klubblag firade han dock flera liga- och cupguld. 
Idag arbetar Rummenigge som vicepresident i Bayern München. Han har även varit aktiv i G14, de europeiska storklubbarnas samarbetsorganisation.

## Meriter
- A-landskamper: 95 (45 mål) för Västtyskland 1976-1986
- VM i fotboll: 1978, 1982, 1986
  - VM-matcher/mål: 19/9 (1978: 5/3 1982: 7/5 1986: 7/1)
  - VM-silver: 1982, 1986

- EM i fotboll: 1980, 1984
  - EM-matcher/mål: 7/1 (1980: 4/1 1984: 3/0)
  - Europamästare: 1980

- Årets europeiska spelare: 1980, 1981
- Årets tyska spelare: 1980
- Tysk mästare: 1980, 1981
- DFB-pokal: 1982, 1984